# 聚醋酸乙烯酯
聚醋酸乙烯酯（Polyvinyl acetate，也称作聚乙酸乙烯酯，简称PVA、PVAc）是一种有弹性的合成聚合物。 聚醋酸乙烯酯是通过醋酸乙烯酯（VAM）的聚合而制备的。聚合物的部分或全部水解用于制备聚乙烯醇。聚乙烯醇產品的水解率一般在87%至99%之間。聚醋酸乙烯酯是弗里茨·克拉特1912年在德国发现的。
聚醋酸乙烯酯以在水中的乳剂的形式，作为多孔材料，特别是木材的胶粘剂出售。它是最常用的木材用胶，被称作白胶水（白膠漿）。白胶水也用广泛地用于粘合其他材料，如纸和衣料以及将香烟粘合在一起。聚醋酸乙烯酯被广泛地应用于印刷装订和书籍艺术，这是由于它的弹性和酸性比其他聚合物的更小。埃尔默胶是在美国销售的白胶水的知名品牌。
聚醋酸乙烯酯还被广泛地推荐用于制造混凝纸。

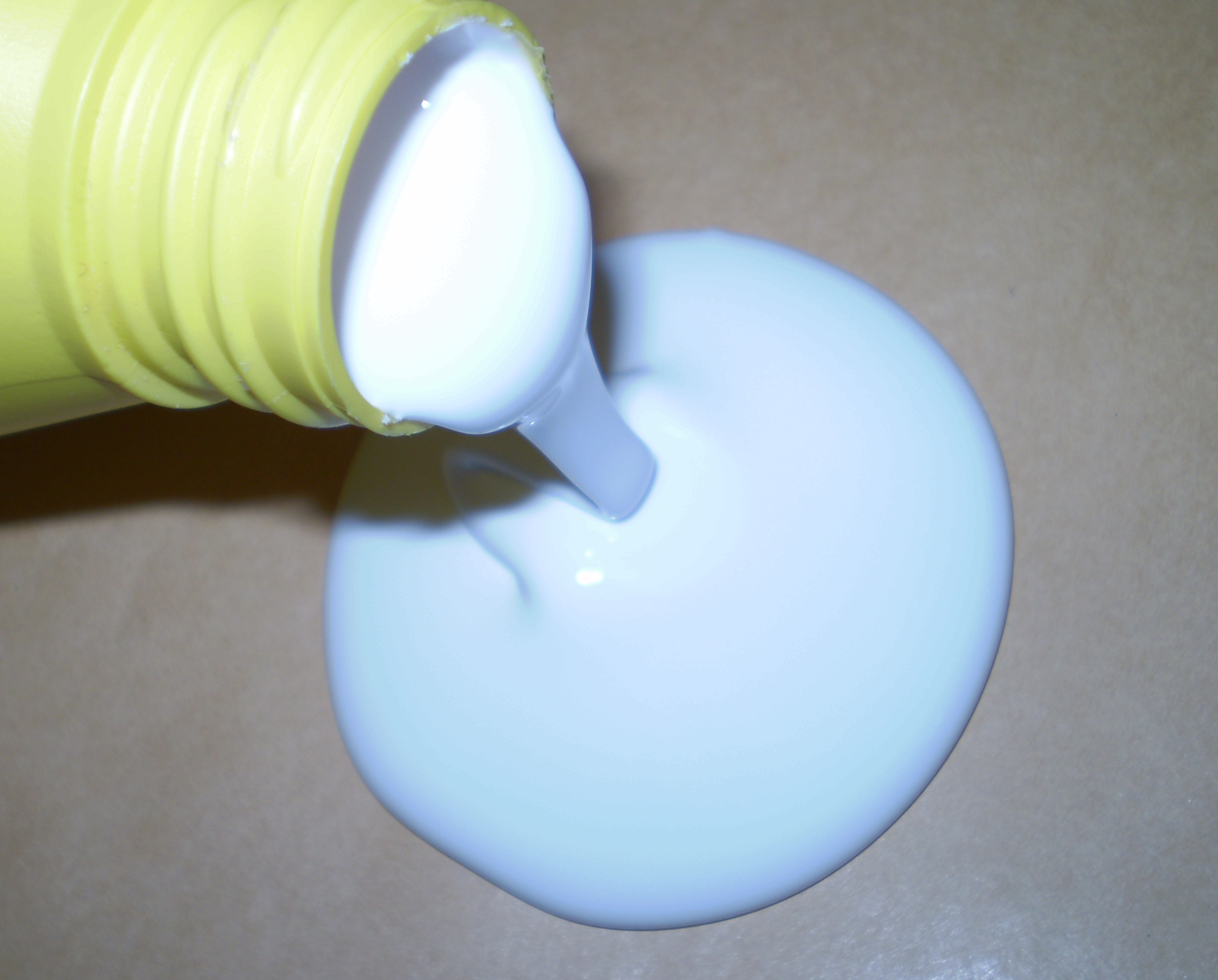
白膠漿
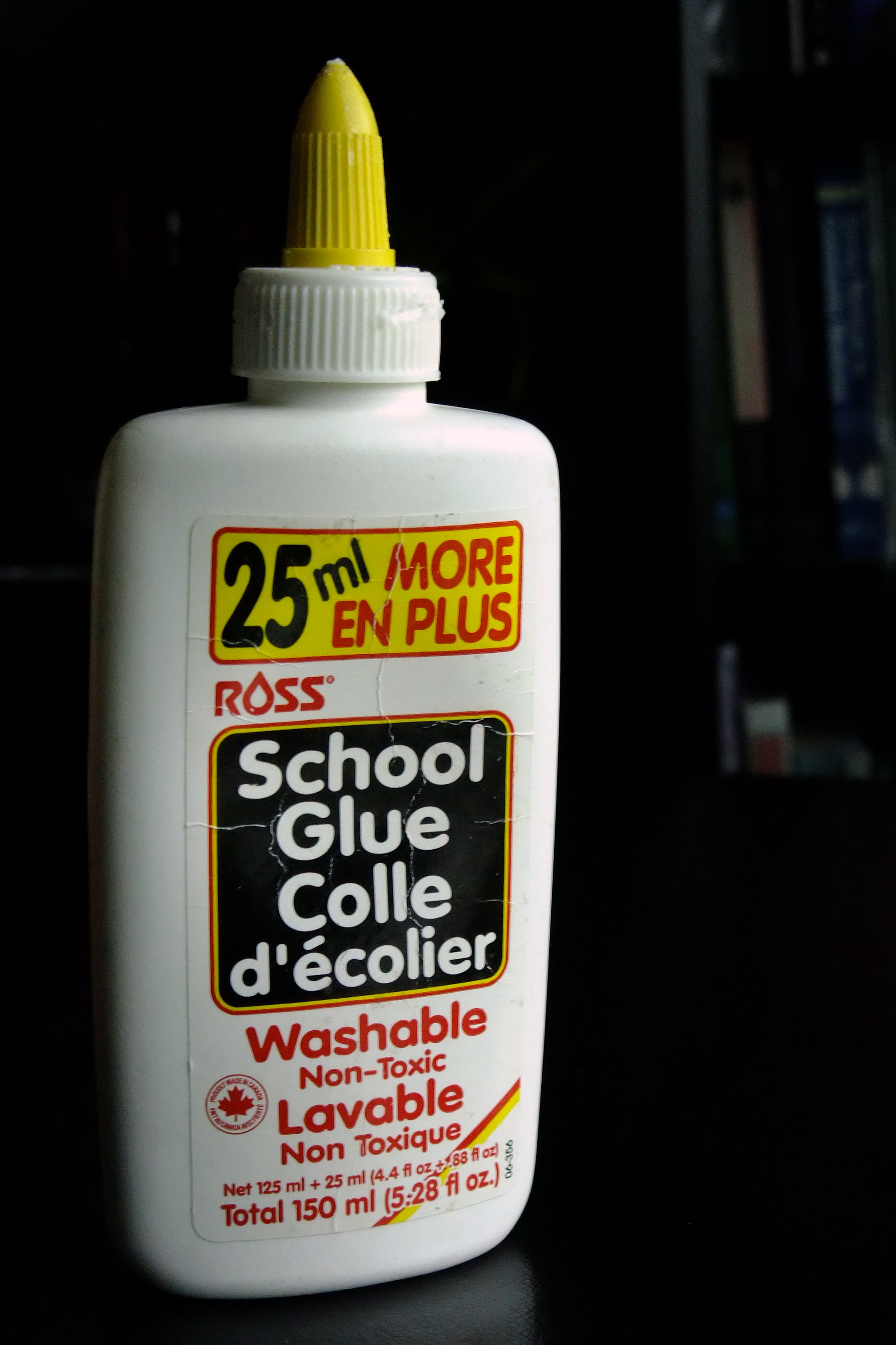
Ross白膠漿 150毫升